# Río Guacimal
El río Guacimal es un río de Costa Rica, perteneciente a la vertiente del  océano Pacífico. Nace en las montañas de Monteverde, en el cantón de Puntarenas, y fluye hacia el suroeste, desembocando en el golfo de Nicoya. Su cuenca tiene un área de 18.850 ha y 37 km de largo. Posee cinco cabeceras y tres afluentes principales: los ríos Veracruz, San Luis y Acapulco. Además, recibe las aguas de las quebradas Sucia, Máquina y Cuecha, y los ríos Cambronero y Socorro. La importancia de la cuenca del río Guacimal radica en que es el principal recurso hídrico que drena el área de la Reserva biológica Bosque Nuboso Monteverde, una de las más importantes áreas de conservación del país. Las principales actividades económicas realizadas en la cuenca del río Guacimal abarcan el ecoturismo y actividades agropecuarias como la ganadería de producción de leche y el cultivo del café. Cerca de su desembocadura se halla el poblado de Chomes.